# パーソナルコンピュータ利用技術学会
特定非営利活動法人パーソナルコンピュータ利用技術学会 （パーソナルコンピュータ りようぎじゅつがっかい、NPO Incorporated JPCATS:Japan Personal Computer Application Technology Society、略称：NPO法人パソコン利用技術学会）は、パーソナルコンピュータの利用技術に関する研究を行う学会である。
経済産業省認可の公益法人で日本学術会議登録学術研究団体であった社団法人パーソナルコンピュータユーザ利用技術協会（旧・日本マイコンクラブ）の解散に伴い、同協会にてパソコン利用技術研究集会を運営していた会員を中心にして立ち上げた。設立は2006年5月21日。2010年12月24日、特定非営利活動法人となる。2022年3月31日をもって学会を解散した。

## 学会監修の出版物
- 山下倫範、上山俊幸、木川裕、福田真規夫、南憲一 著 『経営情報論』 日科技連出版社、2007年
- 山下倫範、上山俊幸、神保雅人、福田真規夫、南憲一 著 『教科書ICT』 日科技連出版社、2008年

## 理事・監事・評議員
| 役職名   | 氏名       | 所属                                 |
| -------- | ---------- | ------------------------------------ |
| 会長     | 山下倫範   | 立正大学                             |
| 副会長   | 上山俊幸   | 千葉商科大学                         |
| 副会長   | 大谷重光   | アドヴァンストソフトエンジニアリング |
| 常任理事 | 青木一雄   | 琉球大学                             |
| 常任理事 | 太田幸雄   | 工学院大学                           |
| 常任理事 | 神保雅人   | 千葉商科大学                         |
| 常任理事 | 清紹英     |                                      |
| 常任理事 | 田中功     | 日本女子大学                         |
| 常任理事 | 田中敏幸   | 慶応義塾大学                         |
| 常任理事 | 友永昌治   | 立正大学                             |
| 常任理事 | 福田真規夫 | 大阪国際大学                         |
| 常任理事 | 南憲一     | 嘉悦大学                             |
| 理事     | 青木智子   | 平成国際大学                         |
| 理事     | 石部公男   | 聖学院大学                           |
| 理事     | 荻原尚     | 武蔵野学院大学                       |
| 理事     | 金山茂雄   | 拓殖大学                             |
| 理事     | 小堺光芳   | 立正大学                             |
| 理事     | 後藤真太郎 | 立正大学                             |
| 理事     | 坂本眞一郎 | 宮城大学                             |
| 理事     | 佐藤東九男 | 東京工芸大学                         |
| 理事     | 澤田秀樹   | 山形大学                             |
| 理事     | 菅原良     | 北海道文教大学                       |
| 理事     | 鈴木治郎   | 信州大学                             |
| 理事     | 清家伸彦   | 大東文化大学                         |
| 理事     | 永田清     | 大東文化大学                         |
| 理事     | 中谷幸弘   | 跡見学園女子大学                     |
| 理事     | 峰内暁世   | 立正大学                             |
| 理事     | 宮田大輔   | 千葉商科大学                         |
| 理事     | 三輪全     | 埼玉県立新座高等学校                 |
| 理事     | 山谷茂     | システムコーディネート               |
| 理事     | 吉田覚     | 日本データパシフィック               |
| 監事     | 木川裕     | 武蔵野学院大学                       |
| 監事     | 高林茂樹   | 埼玉女子短期大学                     |
| 評議員   | 鎌田光宣   | 千葉商科大学                         |
| 評議員   | 河村彰     | システムエキスパート                 |
| 評議員   | 河本進     | 東北文化学園大学                     |
| 評議員   | 酒井聡一   | 文京学院大学                         |
| 評議員   | 佐久間貴士 | 戸板女子短期大学                     |
| 評議員   | 佐藤尚     | 神奈川工科大学                       |
| 評議員   | 柴木恒一   | 岩手県立大学宮古短期大学部           |
| 評議員   | 庄内千二   | 宮城大学                             |
| 評議員   | 曽根原誠   | 社団法人電子情報技術産業協会         |
| 評議員   | 高藤清美   | 筑波学院大学                         |
| 評議員   | 高橋淳也   | 宮城大学                             |
| 評議員   | 武井順介   | 立正大学                             |
| 評議員   | 西川友子   |                                      |
| 評議員   | 西川真裕   |                                      |
| 評議員   | 廣田伝次郎 | 自治体情報研究所                     |
| 評議員   | 林大雅     | 長構造研究所                         |
| 評議員   | 別宮玲     | 戸板女子短期大学                     |
| 評議員   | 星野祐子   | 東海大学                             |
| 評議員   | 山内美恵子 | 日本女子大学                         |
| 評議員   | 山澤浩司   | カリタス女子短期大学                 |
| 評議員   | 渡部綾子   | 明海大学                             |

## 全国大会の沿革
| 開催年            | 開催日   | 回数       | 研究会名                          | 開催場所           | 主催団体                         |
| ----------------- | -------- | ---------- | --------------------------------- | ------------------ | -------------------------------- |
| 1984年（昭和59年) | 3月19日  | 第1回      | 日本マイコン研究発表会            | 機械振興会館       | 日本マイコンクラブ               |
| 1985年（昭和60年) | 3月19日  | 第2回      | 日本マイコン研究発表会            | 機械振興会館       | 日本マイコンクラブ               |
| 1986年（昭和61年) | 3月19日  | 第3回      | 日本マイコン研究発表会            | 機械振興会館       | 日本マイコンクラブ               |
| 1987年（昭和62年) | 3月19日  | 第4回      | 日本マイコン研究発表会            | 機械振興会館       | 日本マイコンクラブ               |
| 1988年（昭和63年) | 3月19日  | 第5回      | 日本マイコン研究発表会            | 機械振興会館       | 日本マイコンクラブ               |
| 1989年（平成元年) | 3月11日  | 第6回      | 日本マイコン研究発表会            | 機械振興会館       | 日本マイコンクラブ               |
| 1990年（平成2年)  | 3月10日  | 第7回      | 日本マイコン研究発表会            | 機械振興会館       | 日本マイコンクラブ               |
| 1991年（平成3年)  | 3月9日   | 第8回      | マイコン・パソコン研究発表会      | 機械振興会館       | 日本マイコンクラブ               |
| 1992年（平成4年)  | 3月7日   | 第9回      | マイコン・パソコン研究発表会      | 機械振興会館       | （社）パソコンユーザ利用技術協会 |
| 1993年（平成5年)  | 3月6日   | 第10回     | マイコン・パソコン研究発表会      | 機械振興会館       | （社）パソコンユーザ利用技術協会 |
| 1994年（平成6年)  | 3月5日   | 第11回     | マイコン・パソコン研究発表会      | 機械振興会館       | （社）パソコンユーザ利用技術協会 |
| 1995年（平成7年)  | 3月4日   | 第12回     | マイコン・パソコン研究発表会      | 機械振興会館       | （社）パソコンユーザ利用技術協会 |
| 1996年（平成8年)  | 3月2日   | 第13回     | パソコン利用技術研究発表会        | 機械振興会館       | （社）パソコンユーザ利用技術協会 |
| 1997年（平成9年)  | 3月1日   | 第14回     | パソコン利用技術研究発表会        | 機械振興会館       | （社）パソコンユーザ利用技術協会 |
| 1998年（平成10年) | 3月7日   | 第15回     | パソコン利用技術研究発表会        | 機械振興会館       | （社）パソコンユーザ利用技術協会 |
| 1999年（平成11年) | 3月6日   | 第16回     | パソコン利用技術研究発表会        | 機械振興会館       | （社）パソコンユーザ利用技術協会 |
| 2000年（平成12年) | 3月18日  | 第17回     | パソコン利用技術研究発表会        | 機械振興会館       | （社）パソコンユーザ利用技術協会 |
| 2001年（平成13年) | 3月10日  | 第18回     | パソコン利用技術研究発表会        | 機械振興会館       | （社）パソコンユーザ利用技術協会 |
| 2002年（平成14年) | 3月9日   | 第19回     | パソコン利用技術研究発表会        | 機械振興会館       | （社）パソコンユーザ利用技術協会 |
| 2003年（平成15年) | 3月15日  | 第20回     | パソコン利用技術研究発表会        | 機械振興会館       | （社）パソコンユーザ利用技術協会 |
| 2004年（平成16年) | 3月13日  | 第21回     | パソコン利用技術研究発表会        | 機械振興会館       | （社）パソコンユーザ利用技術協会 |
| 2005年（平成17年) | 3月5日   | 第22回     | パソコン利用技術研究集会          | 東海大学短期大学部 | （社）パソコンユーザ利用技術協会 |
| 2006年（平成18年) | 3月10日  | 第23回     | パソコン利用技術研究集会          | 立正大学           | （社）パソコンユーザ利用技術協会 |
| 2007年（平成19年) | 3月9日   | 通算第24回 | パソコン利用技術学会第1回全国大会 | 立正大学           | パソコン利用技術学会             |
| 2007年（平成19年) | 12月2日  | 通算第25回 | パソコン利用技術学会第2回全国大会 | 千葉商科大学       | パソコン利用技術学会             |
| 2008年（平成20年) | 11月30日 | 通算第26回 | パソコン利用技術学会第3回全国大会 | 日本女子大学       | パソコン利用技術学会             |
| 2009年（平成21年) | 12月12日 | 通算第27回 | パソコン利用技術学会第4回全国大会 | 慶應義塾大学       | パソコン利用技術学会             |
| 2010年（平成22年) | 11月28日 | 通算第28回 | パソコン利用技術学会第5回全国大会 | 跡見学園女子大学   | パソコン利用技術学会             |
| 2011年（平成23年) | 11月27日 | 通算第29回 | パソコン利用技術学会第6回全国大会 | 大東文化大学       | パソコン利用技術学会             |
| 2012年（平成24年) | 11月25日 | 通算第30回 | パソコン利用技術学会第7回全国大会 | 立正大学           | パソコン利用技術学会             |
| 2013年（平成25年) | 12月1日  | 通算第31回 | パソコン利用技術学会第8回全国大会 | 大阪国際大学       | パソコン利用技術学会             |